# Keene (Texas)
Keene es una ciudad ubicada en el condado de Johnson en el estado estadounidense de Texas. En el Censo de 2010 tenía una población de 6.106 habitantes y una densidad poblacional de 470,75 personas por km².

## Geografía
Keene se encuentra ubicada en las coordenadas 32°23′46″N 97°19′17″O / 32.39611, -97.32139. Según la Oficina del Censo de los Estados Unidos, Keene tiene una superficie total de 12.97 km², de la cual 12.76 km² corresponden a tierra firme y (1.66%) 0.21 km² es agua.

## Demografía
Según el censo de 2010, había 6.106 personas residiendo en Keene. La densidad de población era de 470,75 hab./km². De los 6.106 habitantes, Keene estaba compuesto por el 71.23% blancos, el 6.14% eran afroamericanos, el 0.93% eran amerindios, el 2.51% eran asiáticos, el 5.32% eran isleños del Pacífico, el 11.04% eran de otras razas y el 2.83% pertenecían a dos o más razas. Del total de la población el 30.28% eran hispanos o latinos de cualquier raza.